# Leopoldo Ruiz
Leopolde Ruiz (1925) was een Argentijnse golfprofessional.
Leopoldo Ruiz begon als caddie op de  Hindú Golf Club, een van de oudste golfclubs buiten Buenos Aires. Tegenwoordig zijn daar drie 18-holes golfbanen.

## Professional
Ruiz vertegenwoordigde zijn land acht keer in de World Cup, hij won 27 toernooien in eigen land en 3 toernooien elders in Zuid-Amerika. Hij speelde in het Brits Open in 1958, 1959, 1960, 1961 en 1963, en eindigde in 1958 en 1959 in de top-10.
Nadat hij in 1948 in Uruguay en Colombia het Open had gewonnen, kwam hij in Europa spelen, waar toen de huidige Europese Tour nog niet bestond. Zijn beste resultaten waren een 2de plaats bij het Frans Open van 1960 en een 4de plaats bij het Duits Open in 1961.
Ruiz stond bekend als lonhitter. Hij speelde ooit de eerste negen holes van The Wentworth Club in 30 slagen (2, 4, 3, 4, 2, 4, 6, 3, 2), waarbij hij slechts eenmaal met een driver afsloeg, en nergens meer dan een ijzer 6 nodig had om de green te bereiken.

### Gewonnen
Argentinië
- 1953: Argentine PGA Championship
- 1956: Argentine PGA Championship
- 1957: Argentine Open, Abierto del Litoral, South Open
- 1958: Argentine PGA Championship, Abierto del Litoral
- 1959: Argentine Open, Metropolitan Championship
- 1960: Center Open
- 1961: Argentine PGA Championship, Center Open
- 1963: Argentine Masters, North Open
- 1964: Center Open, Rio Cuarto Open
- 1965: Argentine Masters, Metropolitan Championship
- 1966: South Open, Center Open, Rio Cuarto Open
- 1967: Argentine PGA Championship, Abierto del Litoral
- 1968: Jockey Club Rosario Open
- 1970: South Open
- 1972: Jujuy Open
- 1975: Argentine PGA Championship

Elders
- 1958: Colombian Open, Uruguay Open
- 1968: Los Leones Open (Chili)

### Teams
- World Cup: 1957, 1958, 1959, 1960, 1961, 1964 (2de plaats met Roberto De Vicenzo ), 1966, 1969